# 大高菜
大高菜（おおだかな）は、あいちの伝統野菜にも選ばれている伝統野菜。

## 概要
知多郡大高村（現名古屋市緑区）に由来する。主な生産地も当地を中心とした緑区内である。栽培は江戸時代にはじまったといい、漬菜の一種である。旬は12月から1月ごろで、当地の雑煮の具である餅菜としても使用される。また、漬物や和え物としての利用にも適しているという。
市場流通はまれで、家庭菜園などで細々と生産されるにすぎない。緑区役所は、2009年（平成21年）より家庭菜園用に種の無料配布を行っている。
2002年（平成14年）には、あいちの伝統野菜に選定された。

## 歴史
大高菜は伊勢菜から派生したものとみられており、江戸時代あたりから広く栽培されてきた。とりわけ大高地区の郷倉（領主へ納める年貢米を一時的に保管しておく倉。現在の同町字紺屋町付近に存在したとされる）前で栽培されたものは、他で栽培されたものよりも芳香があり、繊維質が少なく成長が早く良質であったとされる。
『知多郷史』によると、慶長年間には大高領主志水甲斐守（志水忠宗）から尾張藩に毎年献上されたと記されており、地誌「尾張志」には「大高村にて作る海藻を肥（こえ）にするゆえに、清浄にしてその長さ三尺に及び、茎葉和（やわ）らかにして他の産に異なり、塩漬にしてことに味よし。近村みな作るといえども、とりわけ大高を名産とする」と記されている。
江戸時代末期に刊行された地誌『尾張名所図会』には藁苞（わらづと）に入れられた大高菜が、農夫により出荷されていく様子が描れている挿絵がある。

## 生産
葉や茎が非常に柔らかく、すぐに折れてしまうこともあり商品価値を損ないやすく、ほとんど市場に流通せず地元で僅かに消費されるのみである。年末年始にかけてまれに地元スーパーやJAの直売市等で売られていることがある。
基本的に秋まきであり、播種は10月から11月にかけて行う。ただし日中の最高気温が20度程度に達していないと発芽しにくくなる。地植えあるいは深めのプランターを利用して比較的容易に栽培可能である。ややアルカリ性の土壌を好むので苦土石灰等で適宜調整すると良い。発芽率は高く、前年に採種したものは凡そ80％から90％くらいの割合で発芽する。成長するまでの間に数回間引きを行うと大きく成長しやすい。間引き菜も食べられる。およそ60日から70日程度で収穫可能となる。丈は数十センチに達することもある。薹（とう）が立ち、つぼみができ始めると葉や茎が硬くなり苦味が出始めるため、それまでに収穫を終えるようにする。そのままにしておくと菜の花に似た花をつけ、実を結び種子を採ることも可能である。
ただし、大高菜はアブラナ科のいわゆる在来種であるが、他のアブラナ科の植物（アブラナ・大根・蕪・ブロッコリー等）と交雑しやすいため注意を要する。
大高菜の保存活動をしている農家では、他のアブラナ科の植物と交雑しないよう住宅地に囲まれた庭先に隔離した上で栽培し、細心の注意を払い種子の保存を行っている。

## 利用
主に漬物用の菜として利用されるほか、正月の雑煮の「餅菜」としての利用も多い。このほか、からし和えやおひたし、あるいは雑炊や汁物の具として、最近ではパウダー状にしてケーキやパンの彩りとして利用するなどさまざまな調理法がみられる。

## その他
毎年冬から春にかけて、緑区役所の玄関前や駐車場にてプランターで大高菜の展示栽培が行われている。
大高菜は地元にある名古屋市立大高中学校の校章デザインにも採用されている。

## ギャラリー

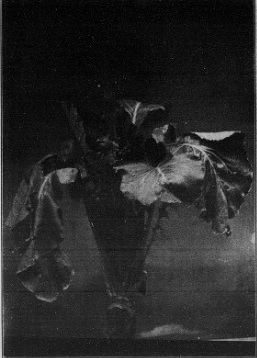
大高菜
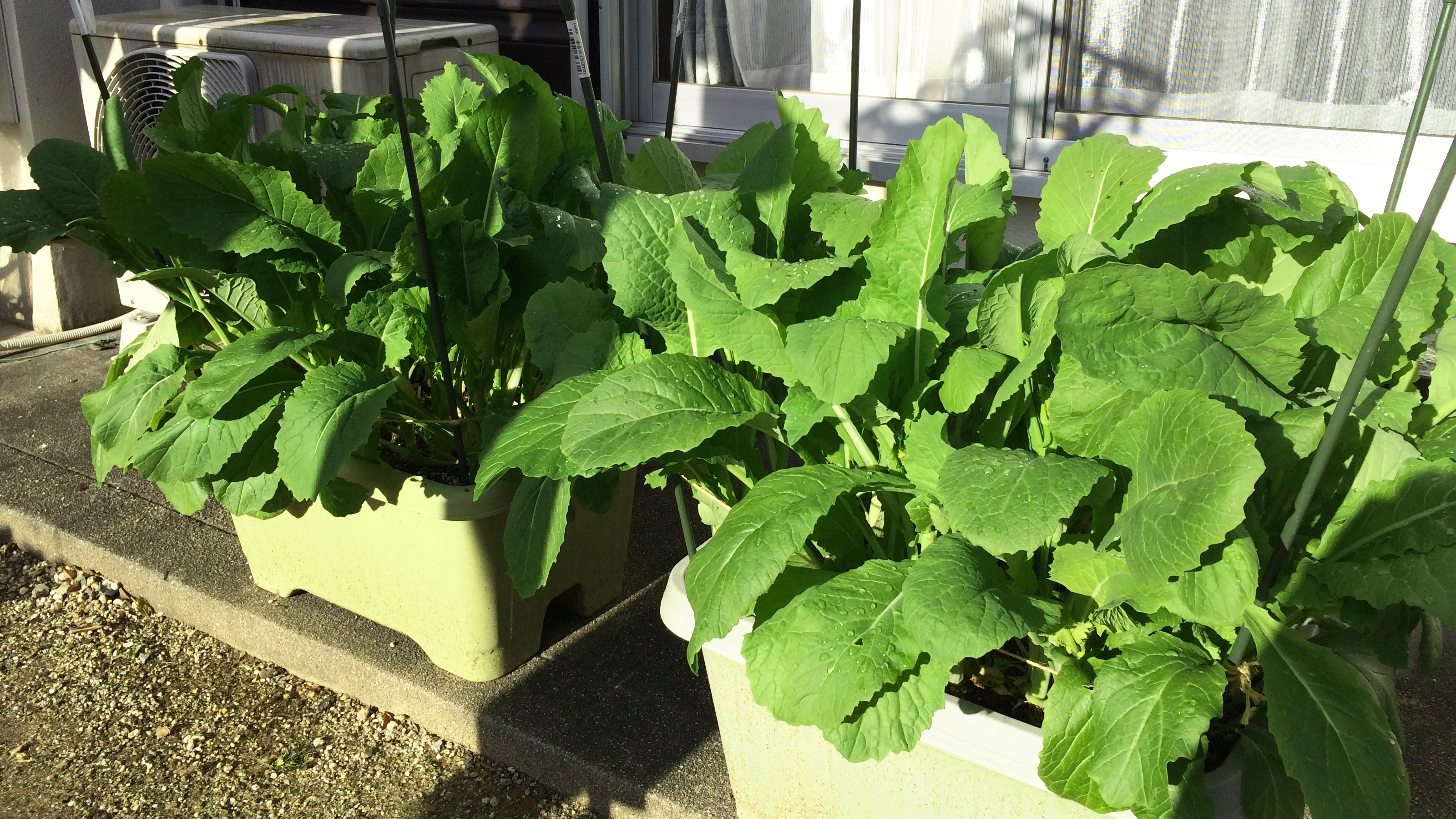
栽培された大高菜
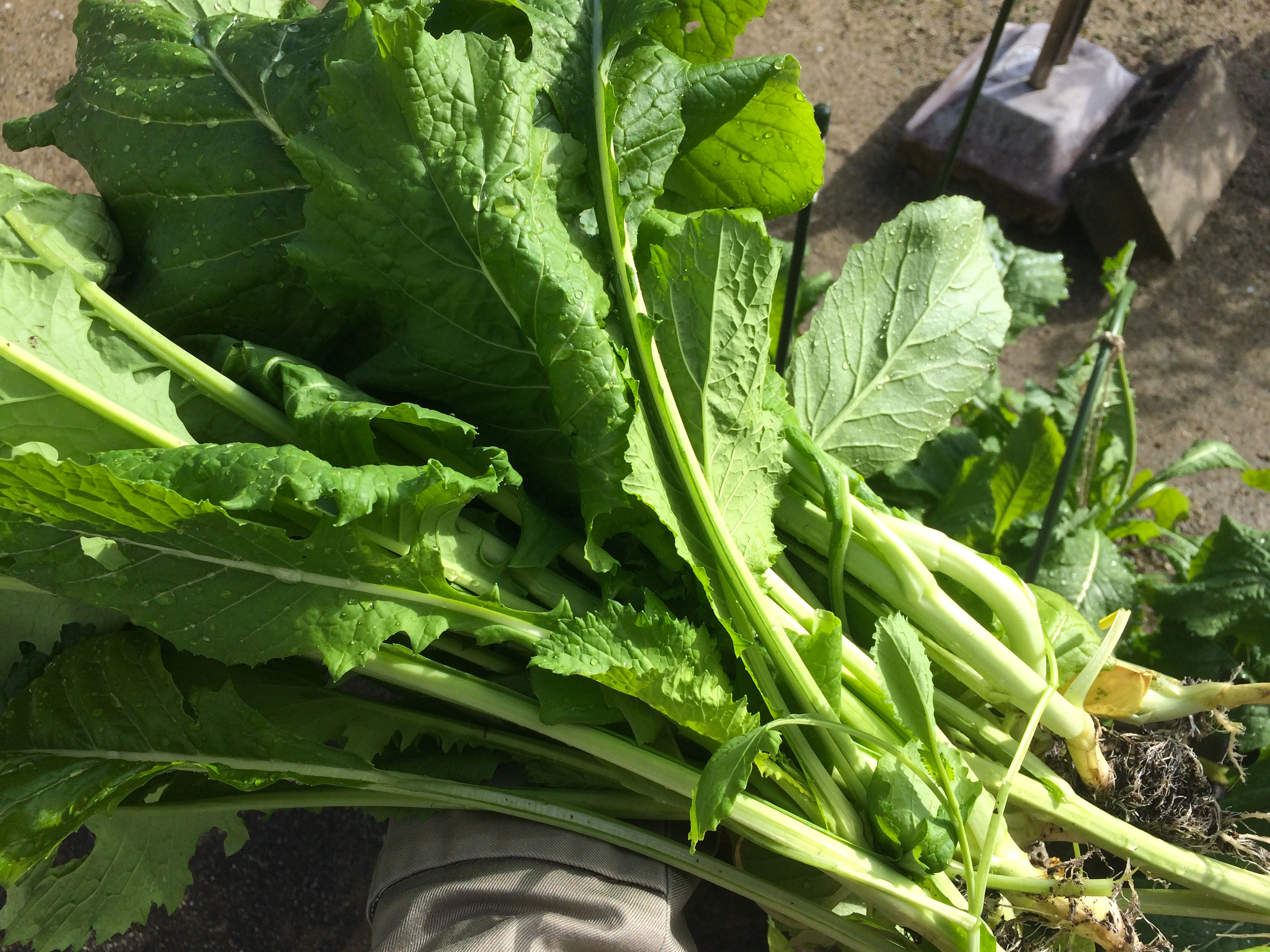
大高菜の収穫
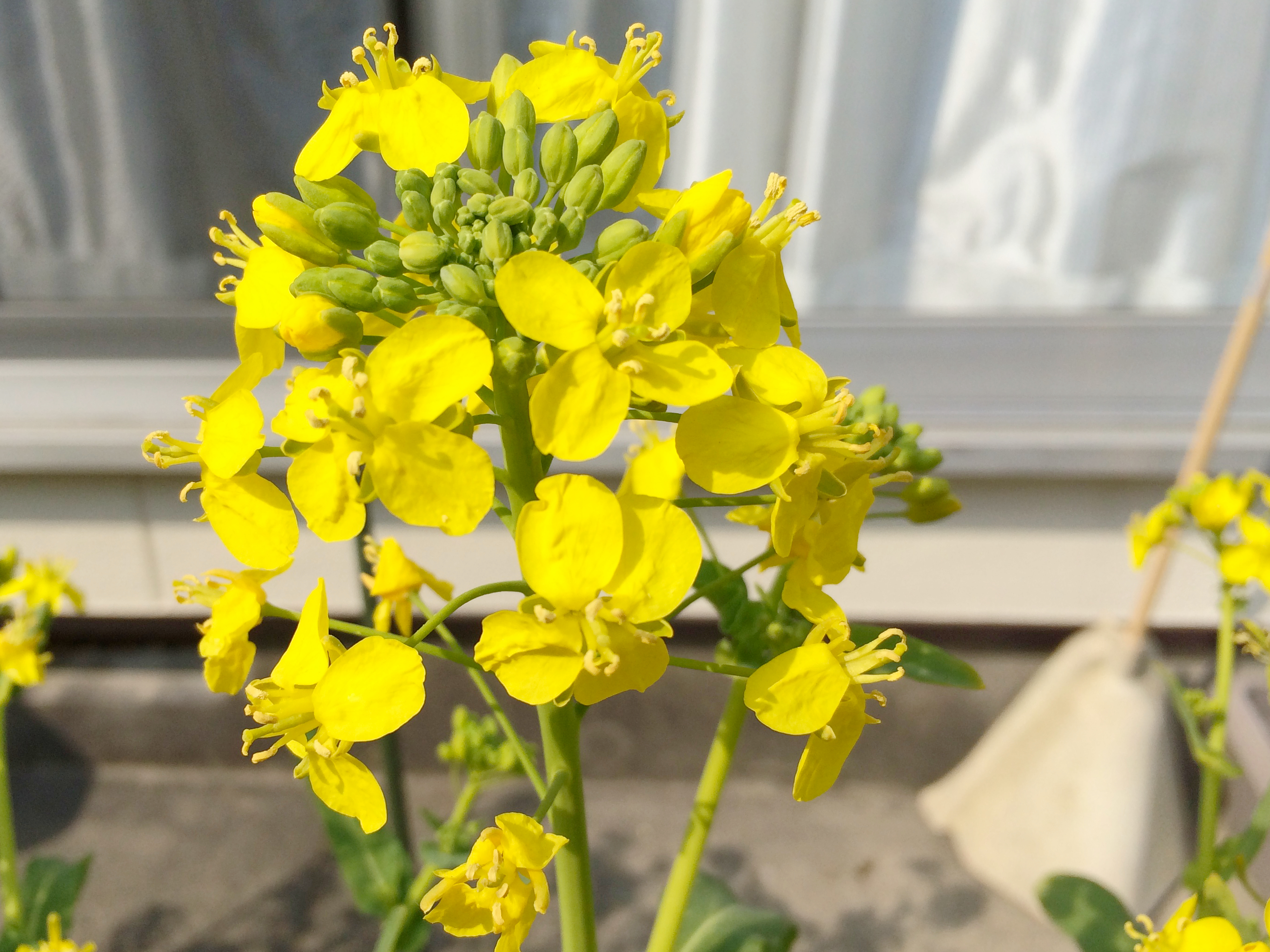
大高菜の花
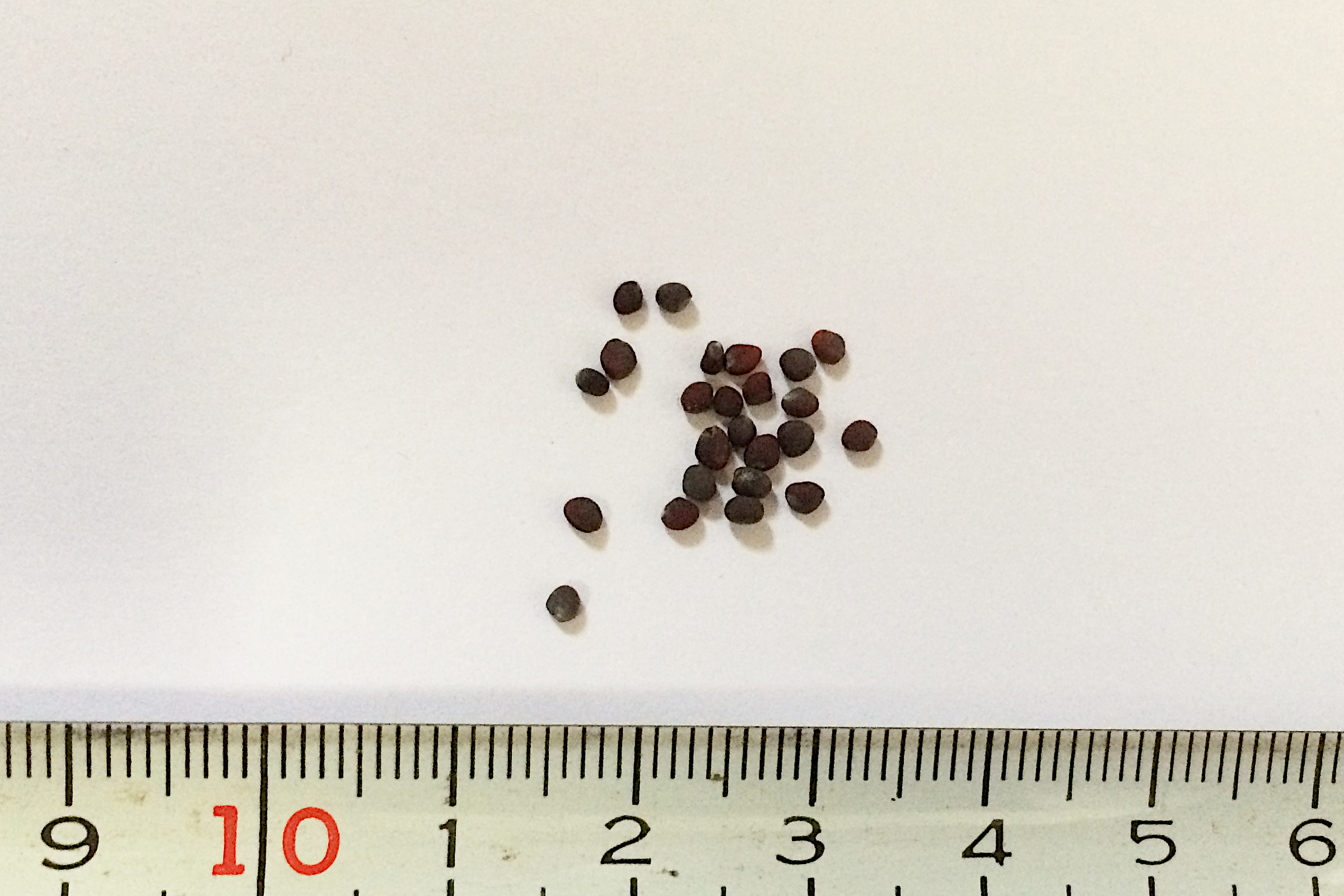
大高菜の種子
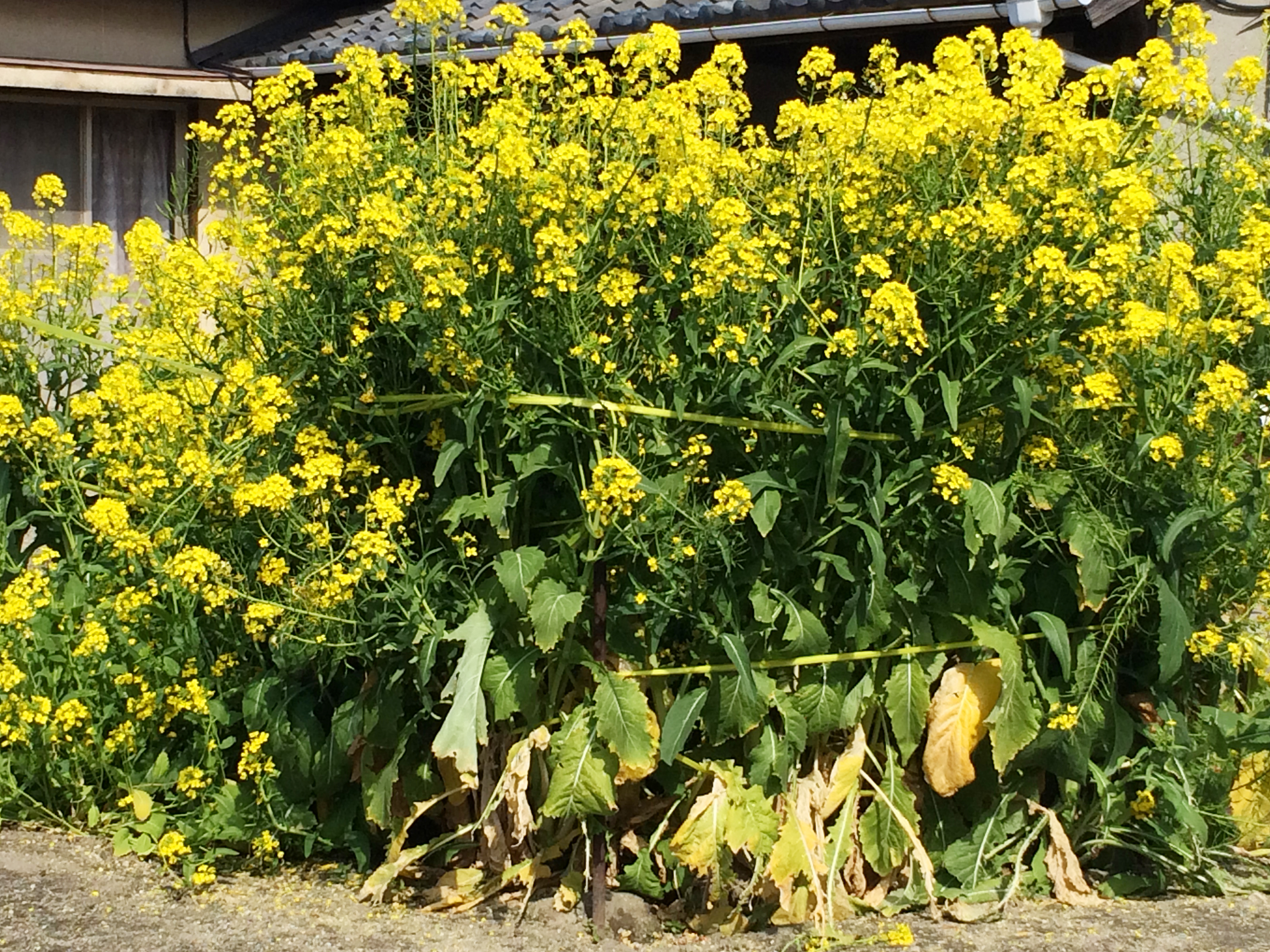
大高菜の保存活動をしている農家。住宅地に囲まれた庭先で隔離して栽培がされている。